# Jaroslav Řehák
Jaroslav Řehák (* 2003) je český odsouzený vrah učitele Jana Knaisla na SOU Ohradní v Praze-Michli. Učitele napadl ve čtvrtek 31. března 2022 skrytou mačetou délky 60 cm, jako mstu za nedostatečnou známku ze sdělovací techniky z předešlého dne. 
Po zločinu byl vzat do vazby, ministr školství téhož dne navštívil danou školu, kterou ředitel uzavřel na dva dny. V dalších dnech na škole poskytovalo krizovou intervenci 5 psychologů.
Česká školní inspekce uzavřela své šetření v říjnu jako pochybení školy v neposkytnutí pedagogické podpory žákovi dle vlastních předpisů a dle doporučení školského pedagogického zařízení.
Jaroslav Řehák byl za tento trestný čin dne 17. února 2023 nepravomocně odsouzen Městským soudem v Praze k trestu 12 let odnětí svobody ve věznici s ostrahou a povinnosti odškodnění nemajetkové újmy pozůstalých ve výši 7 mil. korun.Dne 10. května 2023 vynesl Vrchní soud v Praze pravomocný rozsudek 14 let odnětí svobody ve věznici s ostrahou a odškodnění nemajetkové újmy pozůstalých ve výši 3 mil. korun.